# 라이온 킹 (비디오 게임)
《라이온킹: 더 게임》(The Lion King)은 세가 게임스에서 1994년에 개발한 게임이다. 만화 라이온킹을 그대로 모체로 삼아 제작했으며 심바라는 숫사자를 주인공으로 만들어진 게임이다. 총 10개의 스테이지로 이루어져있으며 10개의 스테이지를 마치면 심바가 진정한 라이온킹으로 거듭나는 행복한 결말을 본다.

## 게임의 줄거리와 내용
어느날 아기숫사자인 심바에 아빠사자인 '무파사'는 삼촌사자인 '스카'의 탐욕스러운 권력욕에 의해 무참히 죽게 된다. 이에 아들숫사자인 심바는 아빠사자인 무파사의 복수를 결심했으며 그대로 원수를 갚기위해 모험을 떠나게 된다. 아기숫사자인 심바는 모험을 하는 동안에도 무럭무럭 성장하였으며 7스테이지부턴 어른으로 성장했고 그동안의 고난들도 전부 꾿꾿히 이겨내어 마침내 아빠사자인 무파사에 원수인 삼촌사자인 스카를 만났고 이제 어른으로 성장한 심바는 아빠의 원수인 삼촌에 복수를 성공하였다. 이후 심바는 진정한 라이온킹이 되어 온 초원과 밀림에 당찬 포효를 하며 진정한 백수의 왕이자 황제로 거듭난다는 내용을 줄거리와 게임 내용으로 담고있다.

## 라이온킹: 더 게임의 스테이지
라이온킹: 더 게임의 스테이지는 총 10개로 구성되어 있다.
- . The Pride Lend(더 프라이드 랜드):라이온킹: 더 게임의 첫스테이지로 라이온킹: 더 게임을 시작하면 가장 먼저 접하는 스테이지이다. 첫스테이지인만큼 난이도가 낮으며 그만큼 쉬운 스테이지이다. 보스는 하이에나가 나오는데 체력이 다른 보스에 비하면 약해 쉽게 처리가 가능하다.

- . Roar at Monkeys+Can't Wait to be King(로어 잇 몽키스,와트 더 투 비 킹):라이온킹: 더 게임의 두번째 스테이지로 첫스테이지를 마친후 보너스 스테이지까지 하게 되는데 이것을 끝마치고 접하는 스테이지이다. 원숭이들에 의해 가는 경로가 결정되는 스테이지 수준의 단계이며 애니메이션으로 비교하면 심바가 스카로부터 코끼리 무덤에 관한 이야기를 듣고 난 후에 호기심을 이기지 못해 몰래 가보기로 결심하는 부분이다. 많은 동물들이 등장하는 단계이며 특히 타조를 타고 달리는 장면은 재미있는 장면중에 하나이다.

- . The Elephant Graveyard(더 엘리펀트 그레이브야드):라이온킹:더 게임의 세번째 스테이지로 두번째 스테이지를 마친 후 나오는 스테이지로 코끼리의 무덤이 배경이 되는 스테이지이다.

- . The Stampede(더 스탬피드):라이온킹: 더 게임의 네번째 스테이지로 물소에게 주인공인 심바가 쫓기는 스테이지이다. 원작인 라이온킹의 애니메이션에 모습을 그대로 가져왔으며 성난 물소 떼를 피해 무사히 잘 도망쳐서 살아남아야 하는 스테이지이다.

- . Simba's Exile(심바스 에그자일):라이온킹: 더 게임의 다섯번째 스테이지로 가시덤불에서 벗어나 사막으로 가기까지의 수준을 고스란히 스테이지에 담은 것이다. 붉은 뒷배경에 얽혀있는 가시 덤불이 인상적인 스테이지이며 이 스테이지는 보기와는 달리 절대로 쉬운 스테이지가 아니니 조심해야한다.

- . Hakuna Matata(하쿠나 마타타):라이온킹: 더 게임의 여섯번째 스테이지로 드넓은 산속의 밀림과 숲에 폭포가 어우러진 자연풍광을 배경으로 만든 스테이지이다. 역시나 쉬운 스테이지가 아닌만큼 조심해야하며 이 스테이지를 마치면 심바는 어른숫사자로 성장한다.

- . Simba's Destiny(심바스 데스티니):라이온킹: 더 게임의 일곱번째 스테이지로 이 스테이지부턴 아기숫사자인 심바가 늠름하고 듬직한 어른숫사자가 되어 백수의 왕이자 황제다운 모습을 드러낸다. 울부짖는 것도 한층더 박력이 생겼으며 어린 심바는 점프와 울부짖는것밖에 못했지만 어른숫사자가 된 심바는 한발로 후려차기와 양발로 후려차기라는 기술이 추가돼서 더욱 성체답고 멋진 숫사자가 되었다. 밤이 되어 어두운 숲속을 배경으로 하는 스테이지이며 이젠 어른이 된 숫사자인 심바이기에 난이도가 그렇게 어렵지는 않지만 그래도 자꾸 떨아지는 바위는 조심해야하며 마냥 쉬운것이 절대 아닌 스테이지이다.

- . Be Prepared(비 프리페얼드):라이온킹:더 게임의 여덟번째 스테이지로 용암이 부글부글대는 화산일대를 배경을 만든 스테이지이다. 용암에는 절대로 다서는 안되며 난이도가 이스테이지부턴 상당히 높다.

- . Simba's Returm(심바스 리텀):라이온킹:더 게임의 아홉번째 스테이지로 심바가 하쿠나 마타타에서 편히 살다가 정신차리고 다시 프라이드 랜드로 돌아가기 위한 이야기를 담은 스테이지다. 심바의 귀환으로 배경은 저녁으로 넘어가려는 깊은 바위 산속을 배경으로 만들어진 스테이지다. 마지막 스테이지를 목전으로 두고있는만큼 난이도가 아주 높다.

- . Pride Rock(프라이드 락):라이온킹: 더 게임의 열번째 스테이지이자 가장 마지막인 스테이지로 이 스테이지까지 완수하면 행복한 결말을 보게된다. 어두운 산속을 배경으로 그려졌으며 마지막 스테이지인만큼 제일 최상의 난이도를 자랑한다. 조심할 것이 많은 스테이지이며 스테이지의 끝에 다다르면 최종보스이자 삼촌사자인 스카가 기다리는데 역시 절대로 만만한 상대가 아니다. 고난끝에 최종보스인 스카를 물리치면 아빠사자인 무파사의 원수도 갚으며 대망의 행복한 결말을 맞이하고 이제는 당당한 어른숫사자가 된 심바의 우렁차고 활기찬 포효와 함께 게임의 막을 내린다. 그리하여 주인공인 심바는 진정한 백수의 왕이자 동물들의 황제로 군림한다는 좋은 결말을 보며 게임은 끝나게 된다.

### 보너스 스테이지
- . 티몬과 품바의 보너스 스테이지(버그 토스,버그 헌트):라이온킹: 더 게임의 보너스 스테이지로 1~8스테이지를 완료할 때마다 플레이어가 하는 상여 스테이지이다. 티몬의 보너스 스테이지는 버그 토스이며 품바의 보너스 스테이지는 버그 헌트라고 불린다. 벌레와 점수를 많이 획득하는 것이 좋으며 운좋으면 1UP아이템도 획득할 수 있으니 제한 시간내에 최대한의 아이템을 확보하는 것이 좋다.

## 라이온킹: 더 게임의 아이템
라이온킹: 더 게임의 아이템은 다음과 같이 있다.
- . 노란 곤충:이 아이템을 획득하면 절반쯤은 되는 점박이의 어린 심바는 적에게 공격을 당해 떨어진 체력을 완전히 회복시킨다.

- . 헬스 미터:주인공인 심바의 체력상태를 보여주는 도표로 심바의 건강상태를 나타낸다. 적에게 공격 당하면 헬스 미터가 깍인다. 헬스 미터가 바닥이 나면 심바는 죽으며 심바의 목숨수인 진기가 한개 떨어진다.

- . 무당 벌레:무당 벌레의 아이템을 획득하면 심바의 체력게이지를 상승시킨다.

- . 파란 곤충:파란 곤충의 아이템을 획득하면 포효 게이지가 늘어난다.

- . 독노린재:이걸 획득하면 체력 게이지가 깍이므로 피해야 한다. 보너스 스테이지에선 이걸 획득하면 바로 끝나니 피하는 것이 좋다.

- . 독개미:이걸 획득하면 바로 즉사하며 보너스 스테이지에서도 이걸 획득하면 바로 끝나니 독노린재와 마찬가지로 기피해야 하는 아이템이다.

- . 체크 포인트:여기에 닿은 후라면 플레이어가 죽었을 때 여기서부터 다시 시작하게 된다. 어른 심바가 되면 체크포인트에도 갈기가 생긴다.

- . 1UP:주인공인 심바의 목숨수인 진기를 늘려주는 아이템이다. 심바의 목숨인 진기는 처음 시작시엔 2개로 시작하며 심바가 적의 공격을 받거나 독개미아이템을 잘못 획득하여 죽으면 플레이어수인 진기가 소진된다. 진기가 0이 되어 전부 소진되면 게임을 이어할것인지 끝낼것인지 결정하는 화면이 나온다. 이화면이 3번이상 나오면 게임은 자동으로 종료된다. 그러니 이 아이템은 보이는 즉시 획득해주는 것이 좋다. 진기는 총 9개까지 채울수있으며 9개가 다차면 꽉찬것이으로 더 이상 이 아이템은 나오지 않는다.

- . 태양:컨디뉴를 추가해주는 아이템으로 이 아이템을 획득할 때마다 컨디뉴가 늘어난다.

- . 버그 토스:이 아이템을 획득하면 티몬의 보너스 스테이지를 할 수 있게 된다.

- , 버그 헌트:이 아이템을 획득하면 품바의 보너스 스테이지를 할 수 있게 된다.

## 심바의 친구와 조력자
라이온킹: 더 게임의 주인공인 심바를 도와주는 친구와 조력자는 다음과 같다.
- . 티몬:주인공사자인 심바의 친구로 심바를 많이 도와주는 상냥한 미어캣이다. 보너스 스테이지등에서 심바를 많이 도와준다.

- . 품바:주인공사자인 심바의 친구로 심바를 많이 도와주는 상냥한 흑멧돼지이다. 보너스 스테이지등에서 심바를 많이 도와준다.

- . 라피키:주인공사자인 심바의 친구로 심바를 많이 도와주는 상냥한 개코원숭이이다.

- . 자주:주인공사자인 심바의 친구로 심바를 많이 도와주는 상냥한 코뿔새이다.

## 평가
| 평가                                                |                  |
| --------------------------------------------------- | ---------------- |
| 평론 점수 평론사 점수 게임팬 (SNES) 268 / 300 [ 1 ] |                  |
| 평론 점수                                           |                  |
| 평론사                                              | 점수             |
| 게임팬                                              | (SNES) 268 / 300 |